# Hedysarum baldshuanicum
Hedysarum baldshuanicum är en ärtväxtart som beskrevs av Boris Fedtjenko. Hedysarum baldshuanicum ingår i släktet buskväpplingar, och familjen ärtväxter. Inga underarter finns listade i Catalogue of Life.